# 36033 Viseggi
36033 Viseggi este un asteroid din centura principală de asteroizi.

## Descriere
36033 Viseggi este un asteroid din centura principală de asteroizi. A fost descoperit pe 19 iulie 1999 la Monte Viseggi la Observatorul astronomic din Monte Viseggi. Asteroidul prezintă o orbită caracterizată de o semiaxă mare de 3,02 ua, o excentricitate de 0,21 și o înclinație de 8,2° în raport cu ecliptica.